# Красний Яр (Звениговський район)
Кра́сний Яр (рос. Красный Яр, марій. Чакмарий) — село у складі Звениговського району Марій Ел, Росія. Адміністративний центр Красноярського сільського поселення.

## Населення
Населення — 1159 осіб (2010; 1144 у 2002).
Національний склад (станом на 2002 рік):
- марі — 92 %